# Намисловський повіт
Намисловський повіт (пол. powiat namysłowski) — один з 11 земських повітів Опольського воєводства Польщі.
Утворений 1 січня 1999 року в результаті адміністративної реформи.

## Загальні дані
Повіт знаходиться у північній частині воєводства.
Адміністративний центр — місто Намислув.
Станом на 1.01.2008 населення становить 43 795 осіб, площа 748,17 км².
На терени повіту були депортовані 541 українець з українських етнічних територій у 1947 році (т. з. акція «Вісла»).

## Демографія
Демографічні дані повіту станом на 30.06.2005:
|       | Всього | Всього | Жінки  | Жінки | Чоловіки | Чоловіки |
| ----- | ------ | ------ | ------ | ----- | -------- | -------- |
|       | осіб   | %      | осіб   | %     | осіб     | %        |
| Повіт | 44 003 | 100    | 22 446 | 51    | 21 557   | 49       |
| Міста | 16 582 | 100    | 8634   | 52,1  | 7948     | 47,9     |
| Села  | 27 421 | 100    | 13 812 | 50,4  | 13 609   | 49,6     |